# Jeníkovská vrchovina
Jeníkovská vrchovina je geomorfologický okrsek tvořící součást Humpolecké vrchoviny. Vrchovina se skládá ze žul a hornin jejich pláště. Na východě ji omezuje zlomový svah k Jihlavsko-sázavské brázdě. Místy se tu nachází kryogenní tvary (např. Vysoký kámen (661 m) s kryoplanačními terasami). Povrch je převážně zalesněný, roste zde souvislý komplex převážně smrkových porostů s příměsí borovice, buku a jedle. Ojediněle tu stojí zbytky bukových porostů.